# Phare du cap Béar
Ne doit pas être confondu avec Redoute Béar, Sémaphore de Béar ou Fort Béar.
Pour les articles homonymes, voir Bear.
Le phare du cap Béar ou phare de Béar est situé sur le cap Béar, à 800 mètres au sud-est de Port-Vendres, à proximité du Fort Béar sur la Côte Vermeille.

## Historique
En 1836, le premier phare est construit. C'est une petite tour cylindrique sur soubassement de 9 mètres de hauteur, munie d'un feu fixe blanc. L'élévation est de près de 23 mètres au-dessus de la mer.

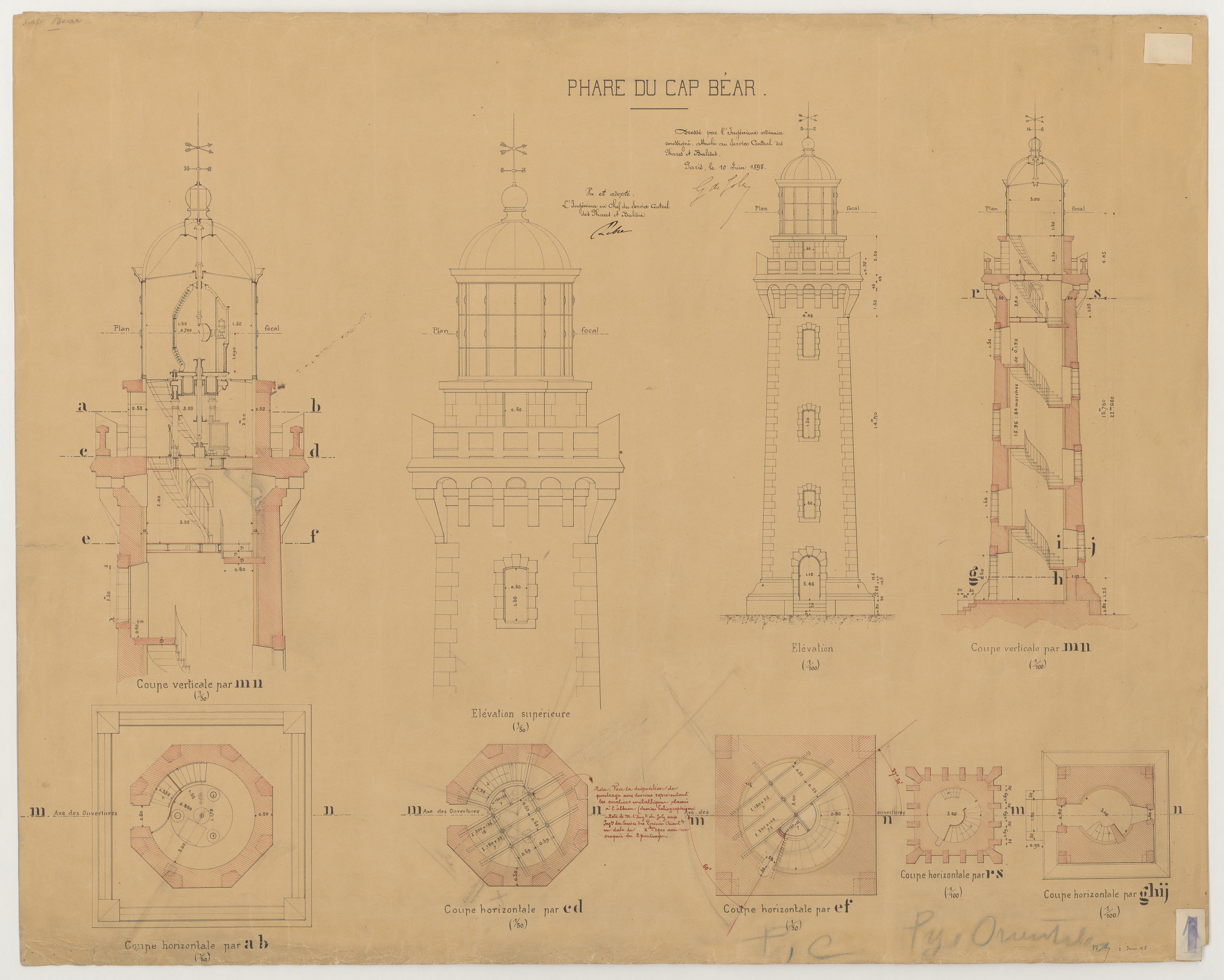
Phare du Cap Béar - plans 1898

En 1905, la première tour est abandonnée car trop souvent dans la brume. Le deuxième phare est construit d’une hauteur de 27 mètres à une altitude d’environ 50 mètres : son élévation est donc de 80 mètres au-dessus du niveau de la mer ; il est muni d'un feu à trois éclats blancs émis toutes les 20 secondes.

## Phare actuel

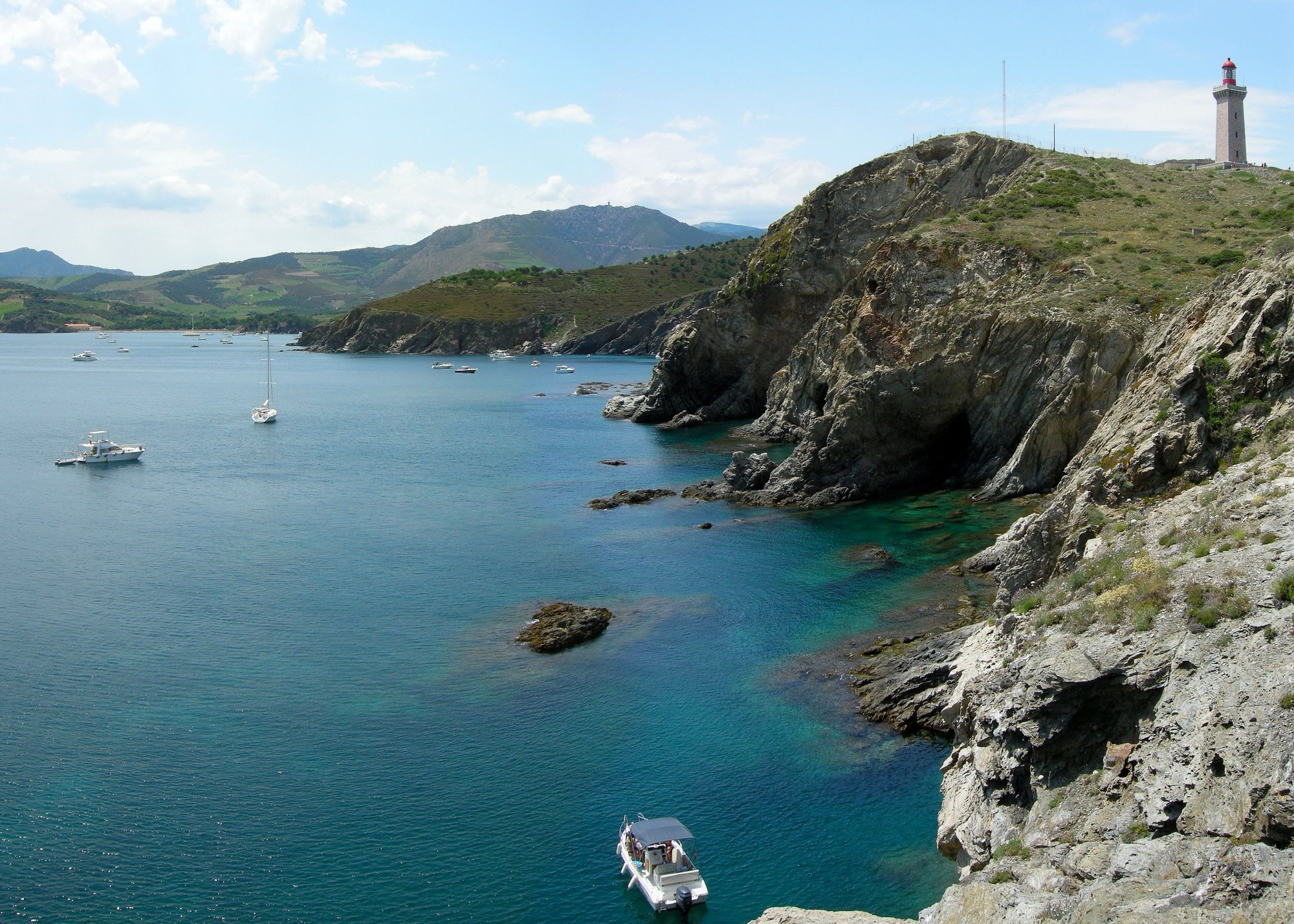
Phare du cap Béar, en regardant en direction du sud-est.

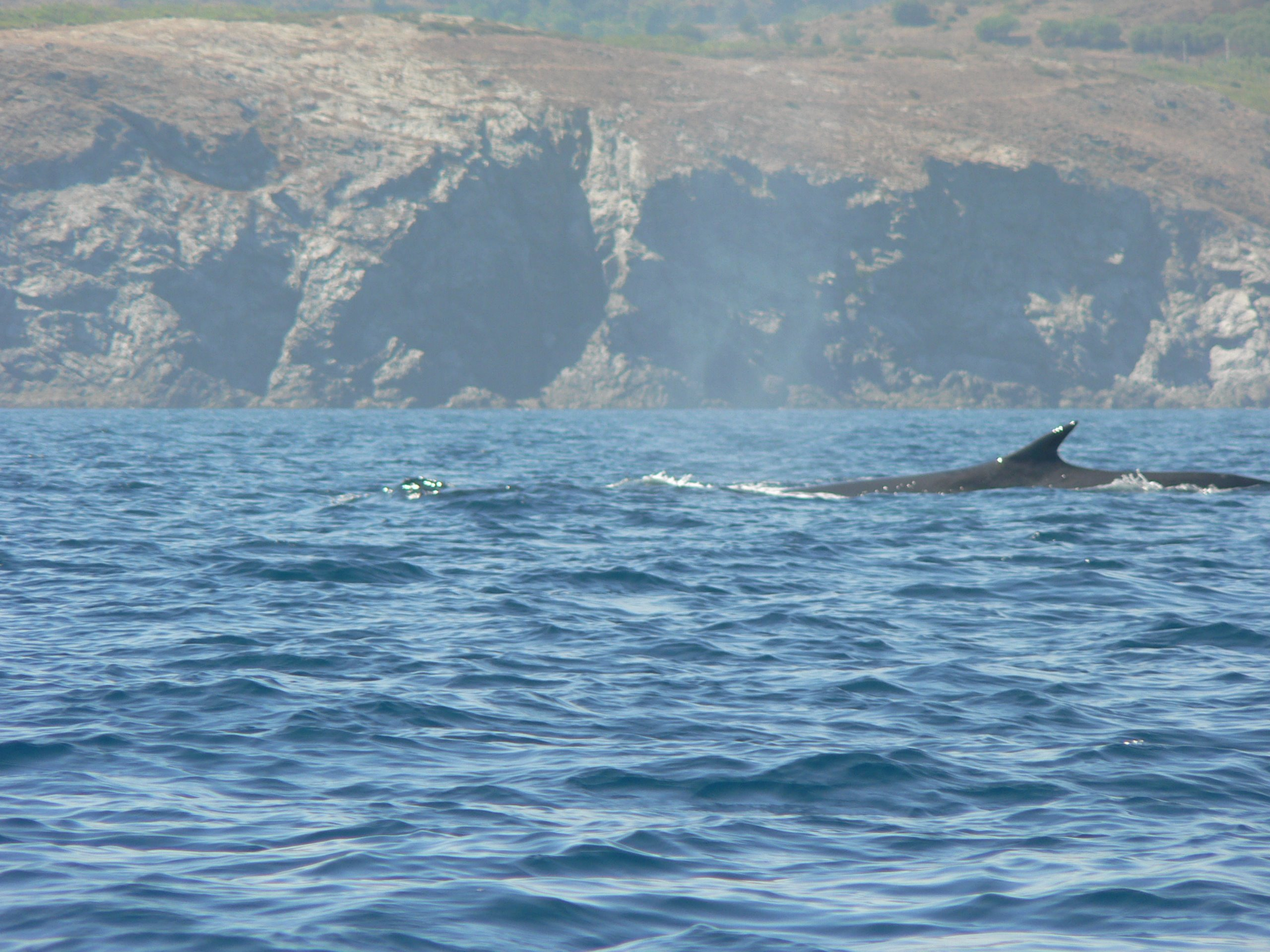
Rorqual commun près du cap Béar.

C'est une tour pyramidale (section carrée) en pierres apparentes avec chaînage d'angle et encorbellement à la partie supérieure.
En contrebas du phare se trouvent les logements des gardiens et des bâtiments de service. La décoration intérieure est soignée : murs en opaline bleue, escalier de marbre rose et rampe en cuivre.
Le phare est automatisé, contrôlé à distance, et ne bénéficie pas d’un gardiennage permanent. Il est doté d'une station de GPS différentiel.
Le phare, ses annexes et le site alentour ont été classés monument historique par arrêté du 9 octobre 2012 après avoir été inscrit le 12 octobre 2011. Il est actuellement la propriété de l'État.